# Ducetia attenuata
Ducetia attenuata är en insektsart som beskrevs av Wei Ying Hsia och Xiangwei Liu 1990. Ducetia attenuata ingår i släktet Ducetia och familjen vårtbitare. Inga underarter finns listade i Catalogue of Life.